# Paul Juda
Paul Wojciech Juda (Deerfield, 7 luglio 2001) è un ginnasta statunitense.

## Biografia
È figlio di Ewa Bacher e Jozef Juda, entrambi di origine polacca. Ha due fratelli maggiori. Ha frequentato la Stevenson High School a Lincolnshire, in Illinois.
Ai mondiali di Anversa 2023 ha ottenuto il bronzo nel concorso a squadre, con Asher Hong, Fred Richard, Yul Moldauer e Khoi Young.

## Palmarès
- Mondiali

Anversa 2023: bronzo nel concorso a squadre;
- Campionati panamericani

Rio de Janeiro 2021: argento nel concorso individuale; argento nel concorso a squadre;